# Wapen van Ballum

Wapen van Ballum

Het wapen van Ballum is het dorpswapen van het Nederlandse dorp Ballum, op het Friese eiland Ameland. Hoewel het wapen reeds eerder toegekend was, werd het wapen in 2015 opnieuw geregistreerd.

## Geschiedenis
Het wapen zou in de jaren 80 toegekend zijn aan het dorp, maar de administratie is verloren gegaan. Hierop werd het wapen in 2015 opnieuw toegekend. Er werd hierbij een nieuw ontwerp gemaakt voor de vlag van Ballum.

## Beschrijving
De blazoenering van het wapen luidt als volgt:
In blauw een gouden gekanteelde burchttoren met twee vensters, geopend en verlicht van het veld; een gouden schildhoofd met een liggende zwarte kam met tanden aan beide zijden.
De heraldische kleuren zijn: azuur (blauw), goud (geel) en sabel (zwart).

## Symboliek
- Burchttoren: staat symbool voor het Camminghaslot, een state die bewoond werd door de familie Van Cammingha. Leden van dit geslacht bestuurden Ameland van 1486 tot 1680 als vrijheer.[4]
- Kam: ontleend aan het wapen van de familie Van Cammingha.[3]
- De kleurstelling is overgenomen van het wapen van Ameland.[3]

## Verwante wapens

Wapen van het geslacht Van Cammingha
Wapen van Ameland

## Zie ook

Vlag van Ballum